# Future Man (série télévisée)
Ne doit pas être confondu avec Future Man ou Roy Wooten.
Future Man est une série télévisée de science-fiction humoristique américaine, créée par Kyle Hunter, Howard Overman et Ariel Shaffir, diffusée depuis le 14 novembre 2017 sur le réseau Hulu. Le 3 avril 2020, la troisième et dernière saison de la série a été diffusée.
En France, elle a été diffusée depuis le 18 mars 2018 sur OCS Choc.

## Synopsis
Agent d’entretien, Josh Futturman est féru de jeu vidéo. Alors qu’une nuit, il achève le tout dernier niveau du jeu et alors qu'il se donne du plaisir devant le personnage du jeu, deux visiteurs venus du futur, héros du jeu, débarquent soudain dans sa chambre : ils lui expliquent la prochaine extinction de l'humanité et ont besoin de lui pour sauver la Terre.

## Distribution

### Principaux
- Josh Hutcherson (VFB : Sébastien Hébrant) : Joshua « Josh » Futturman
- Eliza Coupe (VFB : Audrey D'Hulstère) : Tiger
- Derek Wilson (VFB : Michelangelo Marchese) : Wolf / Corey Wolf-Hart
- Ed Begley Jr. (VFB : Robert Dubois) : Gabe Futturman, le père de Josh. (saison 1)
- Glenne Headly : Diane Futturman, la mère de Josh. (saison 1)
- Keith David (VFB : Erwin Grünspan) : Dr Elias Kronish (saison 1)
- Haley Joel Osment (VFB : Thierry Janssen) : Dr Stu Camillo (saison 2, récurrent saison 1)
- Seth Rogen : Susan Saint Jackalope (saison 3, invité saison 2)
- Laurent Pitre : Tim « Big Time » Kilvitis

### Récurrents
- Jason Scott Jenkins : Carl (saison 1)
- Robert Craighead : l'inspecteur Vincent Skarsgaard (saison 1, invité saison 2)
- Britt Lower : Jeri Lang (saison 1, invitée saison 2)
- Kevin Caliber : Blaze (saison 1)
- Paul Scheer (en) (VF : Olivier Prémel) : Paul, l'homme au magasin de location de jeux vidéo (saison 1, invité saison 2)
- Awkwafina : Tracy, la femme au magasin de location de jeux vidéo (saison 1)
- Katherine LaNasa : Dr Eunice Hogeveen (saison 2)
- Artemis Pebdani (en) : Dr Mina Ahmadi (saison 2)
- Shaun Brown (en) : Hatchet (saison 2)
- Rati Gupta (en) : Rake (saison 2)
- Kimberly Hébert Gregory (en) : Mathers (saison 3)
- Fajer Al-Kaisi (en) : Oussama ben Laden / OBL (saison 3)
- Nick Wyman : Abraham Lincoln (saison 3)
- Holly Deveaux (en) : Marilyn Monroe (saison 3)
- Paul Zinno : James Dean (saison 3)
- Josh Cruddas : Vincent van Gogh (saison 3)
- Christopher Tramantana : Jésus-Christ (saison 3)
- Kannan Menon : Gandhi (saison 3)
- Carlisle J. Williams : Martin Luther King Jr. / MLK (saison 3)
- Massimo Diem : Buddy Holly (saison 3)

### Invités
- Ron Funches : Ray
- Martin Starr : Lyle Karofsky
- David Koechner : Barry Futturman
- Carolyn Hennesy (en) : Wanda
- Charlie McDermott : Barry Futturman jeune
- Diona Reasonover : Estelle Kronish
- Corey Hart : lui-même
- Carla Gallo : Dingo
- Jon Daly : Owl
- Will Forte : CASSIN-E (voix)
- Kristen Schaal : Screw
- Kurtwood Smith : le général suprême Vise Myrmbeater
- Ami Bejko : Anne Frank
- Chala Hunter : Amelia Earhart
- Chris Mark : Bruce Lee

Version française dirigée par Laurent Vernin aux studios Dubbing Brothers (Belgique), d'après une adaptation des dialogues de Csilla Fraichard et Sandrine Chevalier.

## Production

### Développement
Alors qu’elle jouait le rôle de Diane Futturman, la mère de Josh dans cinq des treize épisodes de la première saison, l’actrice Glenne Headly meurt des complications d'une embolie pulmonaire, le 8 juin 2017 à Santa Monica en Californie,. Les producteurs assurent que sa présence sera bien diffusée, et que les scénaristes retravaillent les autres épisodes où elle est censée apparaître.

### Fiche technique
- Titre original et français : Future Man
- Création : Kyle Hunter, Howard Overman et Ariel Shaffir
- Casting : Dorian Frankel et Sibby Kirchgessner
- Direction artistique : Jessica Kender et Chris L. Spellman
- Décors : Brian Grego et Erin Magill
- Costumes : Laura Jean Shannon
- Photographie : Cort Fey et Brandon Trost
- Montage : Tirsa Hackshaw et Brent White
- Musique : Halli Cauthery
- Production : Ben Karlin, Evan Goldberg, Kyle Hunter, Seth Rogen, Matt Tolmach, Ariel Shaffir et James Weaver
- Sociétés de production : Sony Pictures Television, Point Grey Pictures, Matt Tolmach Productions et Turkeyfoot Productions
- Sociétés de distribution : Hulu
- Pays d’origine :  États-Unis
- Langue originale : anglais
- Format : couleur
- Genre : science-fiction humoristique
- Durée : 27–35 minutes
- Dates de première diffusion :
  - États-Unis : 14 novembre 2017 sur Hulu
  - France : 18 mars 2018 sur OCS Choc

## Épisodes

### Première saison (2018)
1. Niveau 83 (Pilot)
2. Un bond de géant pour l’Humanité (Herpe: Fully Loaded)
3. Broutilles et Répercussions (A Riphole In Time)
4. Panne sèche (A Fuel's Errand)
5. Plan indigeste (Justice Desserts)
6. Tout le monde s'éclate (A Blowjob Before Dying)
7. Na'viguer en eaux troubles (Pandora's Mailbox)
8. Sac à souvenirs (Girth, Wind & Fire)
9. Opération "Liaison fatale" (Operation: Fatal Attraction)
10. Opération "Liaison parentale" (Operation: Natal Attraction)
11. Dans le Truffodrome (Beyond the TruffleDome)
12. Prélude à l'Apocalypse (Prelude to an Apocalypse)
13. Rancard avec la destinée (A Date with Destiny)

### Deuxième saison (2019)
1. Le Guerrier du temps (Countdown to Prologue)
2. Retour vers un futur (The I of the Tiger)
3. Un loup dans la caisse à outils (A Wolf in the Torque House)
4. La Vie de famille (Guess Who's Coming to Lunch)
5. J1 : Le Jugement Dernier (J1: Judgement Day)
6. Le Code des écrabouilleurs (The Binx Ultimatum)
7. Homicide : Un jour dans le Mons (Homicide: Life in the Mons)
8. Un monde de rêve (The Last Horchata)
9. La Balade de PUP-E Q. Pattington (PUP-E Q. Barkington)
10. La Rebelle (Exes and OS's)
11. Le Départ pour Mars (Dia de Los Robots)
12. Méli-Mélo (The Brain Job)
13. Ultra-Max (Ultra-Max)

### Troisième saison (2020)
1. Le précipice de la veille (The Precipice of Yesterday)
2. Il va y avoir du Borscht (There Will Be Borscht)
3. Les joies de la chasse (Trapper's Delight)
4. Le hors-la-loi Wild Sam Bladden (The Outlaw Wild Sam Bladden)
5. Haven existe (Haven Is for Real)
6. La terre après le temps (The Land After Time)
7. Résistants temporels III : échapper à l'éternité (Time Rogues III: Escape from Forever)
8. Retour dans le présent (Return of the Present)

## Distinctions
Nominations
- Academy of Science Fiction, Fantasy and Horror Films 2018 : Saturn Award de la meilleure série
- Art Directors Guild 2018 : Meilleurs décors pour Jessica Kender